# 복수기

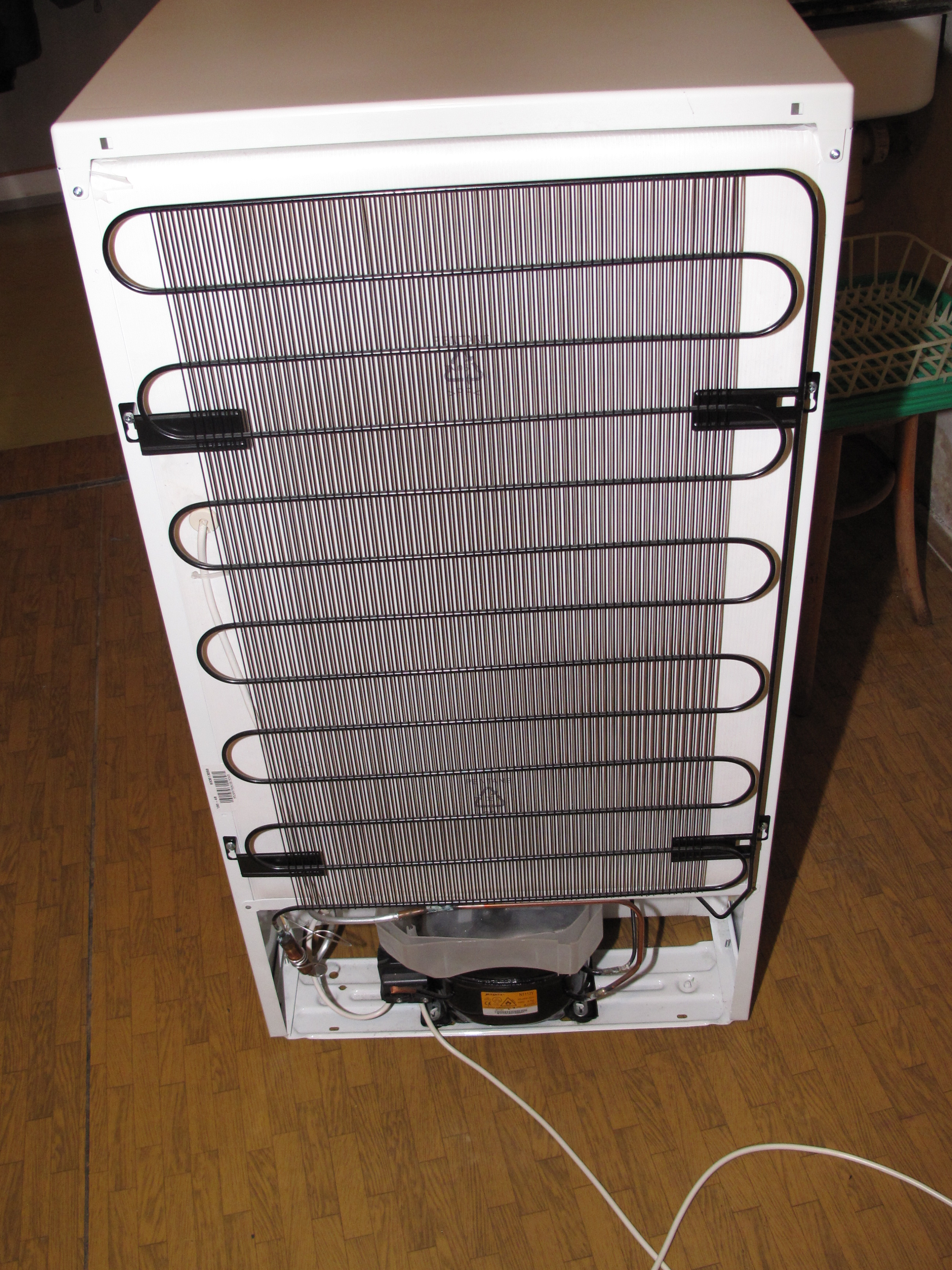
냉장고 응축기.

복수기(復水器) 또는 응축기는 증기터빈이나 실린더 내에서 사용한 수증기를 냉각수와의 열교환에 의해 냉각 응축시켜 물로 복원하는(되돌리는) 장치이다.

## 같이 보기
- 냉각기
- 공기 우물